# Васильевское городище
Васи́льевское городище — археологический памятник чуди заволочской в Благовещенском сельском поселении Вельского района Архангельской области России. Находится на левом берегу реки Вага около деревни Городище (Игнатовское).
В плане городище почти квадратное (70×65 м), с трёх сторон окружено рвом (высота вала до 1 м), с северо-запада — двойной линией валов. В обрыве берега были зачищены остатки железоплавильного горна в виде скопления булыжников, обмазанных глиной, и куски крицы. Обследовалось А. А. Спицыным и О. В. Овсянниковым.